# L'Antéchrist (film)
Pour les articles homonymes, voir Antéchrist (homonymie).
Pour plus de détails, voir Fiche technique et Distribution.
L'Antéchrist (L'anticristo) est un film italien réalisé par Alberto De Martino, sorti en 1974.

## Synopsis
Paralysée à la suite d'un accident, Ippolita éprouve pour son père un morbide attachement. À la suite d'une séance d'hypnose, elle sombre dans la possession diabolique et retrouve l'usage de ses jambes. Elle se remémore avoir été une sorcière condamnée au bûcher dans une vie antérieure. Le Diable l'utilise comme par le passé pendant l'Inquisition et la transforme en une nymphomane débordante de désir sexuel et de violence. Seul un exorcisme pourra l'expier de sa luxure et de ses désirs macabres.

## Fiche technique
- Titre : L'Antéchrist
- Titre original : L'anticristo
- Réalisation : Alberto De Martino
- Scénario : Gianfranco Clerici, Alberto De Martino et Vincenzo Mannino
- Production : Edmondo Amati (en)
- Musique : Ennio Morricone et Bruno Nicolai
- Photographie : Joe D'Amato
- Montage : Vincenzo Tomassi
- Direction artistique : Uberto Bertacca
- Pays d'origine : Italie
- Format : Couleurs - 2,35:1 - Mono - 35 mm
- Genre : Horreur
- Durée : 112 minutes
- Date de sortie : 22 novembre 1974 (Italie)
- Classification :
  - France : interdit aux moins de 16 ans

## Distribution
- Carla Gravina : Ippolita Oderisi
- Mel Ferrer : Massimo Oderisi
- Arthur Kennedy : l'évêque Ascanio Oderisi
- George Coulouris : le père Mittner
- Alida Valli : Irene
- Mario Scaccia : guérisseur
- Umberto Orsini : le docteur Marcello Sinibaldi
- Anita Strindberg : Greta
- Ernesto Colli : le possédé
- Remo Girone (en) : Felippo Oderisi
- Lea Lander : Mariangela

## Autour du film
- Le tournage s'est déroulé à Rome.